# Florence Rimbault
Florence Rimbault (* 1. Dezember 1963 in Angoulême) ist eine französische Fußballspielerin. Im Verlauf ihrer 18 Jahre währenden Karriere hat sie nur für einen Verein, die ASJ Soyaux, gespielt.

## Vereinskarriere
Florence Rimbault spielte spätestens seit 1978 bei der ASJ Soyaux in der Nachbarschaft ihrer Geburtsstadt Fußball, und das – als 15-Jährige – auch in deren erster Frauenelf. In der Frühzeit des Frauenfußballs war es nicht unüblich, dass talentierte Jugendliche mit ihren Teams um die Landesmeisterschaft spielen, und Rimbault wurde bereits in diesem jungen Alter auch zur Nationalspielerin (siehe unten). Im Sommer 1980 stand sie zum ersten Mal in einem französischen Meisterschaftsfinale – eine höchste Frauenliga gab es vor 1992 in Frankreich noch nicht –, in dem Soyaux allerdings dem seinerzeitigen Serienmeister Stade Reims mit 0:2 unterlag.
In der Folge entwickelte Soyaux sich zu einem der stärksten Teams des Landes während der 1980er Jahre, in dem die Mittelfeldspielerin Florence Rimbault neben Bernadette Constantin, mit der sie auch privat befreundet war, Sylvie Bailly und Cathérine Mercadier eine der zentralen Größen war. 1984 zogen die Frauen aus dem Département Charente wiederum in das Meisterschaftsfinale ein, und diesmal setzten sie sich darin mit 1:0 gegen die VGA Saint-Maur auch durch, so dass Rimbault ihren ersten Titel gewann. Dieselbe Endspielpaarung gab es 1986 und 1987 erneut; da allerdings behielten die Spielerinnen aus Saint-Maur jeweils deutlich die Oberhand, obwohl Florence Rimbault ihre Frauschaft 1986 zunächst in Führung geschossen hatte. 1989 bestritt sie ihr fünftes Finale binnen eines Jahrzehnts, und diesmal stand Soyaux dicht vor dem erneuten Gewinn des Meistertitels. Zwei Mal während der regulären Spielzeit hatte die Mittelfeldakteurin die Führung der Kontrahentinnen des CS Saint-Brieuc ausgleichen können, weshalb es zu einem spielentscheidenden Elfmeterschießen kam – und darin vergab ausgerechnet die routinierte Bernadette Constantin ihren Strafstoß, so dass die Frauen der ASJ Soyaux zum vierten Mal bloß als Vizemeisterinnen vom Platz gingen.
Mit dieser Niederlage ging Soyaux' erfolgreichste Zeit langsam dem Ende zu. Dennoch gehörte der Verein zu den zwölf Teams, die 1992 in die neu geschaffene erste französische Frauenliga (Championnat National 1 A) aufgenommen wurden, und Florence Rimbault gehörte auch weiterhin zu deren Stammformation. Am Ende der Saison 1995/96 belegte die ASJ noch einmal den zweiten Tabellenrang, allerdings mit deutlichem Rückstand hinter Meister Juvisy FCF; gleich anschließend beendete Rimbault ihre Karriere auf diesem Spielniveau.

## In der Nationalelf
Florence Rimbault hat insgesamt 22 A-Länderspiele für Frankreich bestritten und darin auch einen Treffer erzielt. Sie debütierte im Juli 1979, als Nationaltrainer Francis Coché die 15-Jährige bei einer Freundschaftspartie gegen die schottischen Frauen einwechselte. In ihrer zweiten Begegnung im blauen Nationaldress – einem 4:0-Sieg gegen die Schweiz im März 1980 – ersetzte sie bereits nach 15 Minuten die angeschlagene Michèle Wolf und schoss vier Minuten später das einzige Tor ihrer Nationalelfkarriere.
1982 und 1983 setzte Coché Rimbault in vier der sechs französischen Europameisterschaftsspiele ein, und sie blieb unter diesem Trainer bis Anfang 1987 Stammspielerin. Für dessen Nachfolger Aimé Mignot war die Mittelfeldspielerin allerdings nicht mehr erste Wahl, und er berücksichtigte sie erst wieder nach einer 20-monatigen Pause. Dieser Einsatz, ein Europameisterschafts-Qualifikationsmatch gegen die Tschechoslowakei im Oktober 1988, war dann auch ihr letztes Länderspiel.
Gegen Kontrahentinnen aus den deutschsprachigen Ländern stand Florence Rimbault im Nationaltrikot lediglich gegen die Schweizerinnen auf dem Rasen – außer bei Frankreichs 4:0-Erfolg von 1980 noch einmal 1983, als die beiden Teams sich mit einem Unentschieden (1:1) trennten.

## Palmarès
- Französische Meisterin: 1984 (und Vizemeisterschaft 1980, 1986, 1987, 1989, 1996)
- 22 A-Länderspiele, ein Tor für Frankreich